# Guilherme Ferreira Thedim
Guilherme Ferreira Thedim (São Mamede de Coronado, 27 de fevereiro de 1900 – Santa Cruz do Bispo, 1985) foi um escultor português.
Irmão mais novo de José Ferreira Thedim, ajudou a criar a primeira imagem da Nossa Senhora de Fátima que viria a ser colocada na Capelinha das Aparições.

## Biografia
Guilherme Ferreira Thedim nasceu em São Mamede do Coronado, concelho da Trofa (nessa altura, São Mamede do Coronado pertencia ao concelho de Santo Tirso).
Nascido no seio de uma família católica com uma forte tradição na escultura e na arte sacra, nomeadamente o seu pai e o seu avô,  frequentou o seminário, pois o seu desejo era vir a tornar-se sacerdote católico.
Pouco tempo depois de ter iniciado os estudos, uma doença no estômago fez com que abandonasse o seminário e, a conselho dos médicos, passou então a dedicar-se à escultura e arte sacra. Começou a trabalhar e a aprender com o seu irmão mais velho, José Ferreira Thedim (São Romão do Coronado, 1892-1971). Foi, aliás, com ele que, em 1920, esculpiu a primeira imagem da Nossa Senhora de Fátima, em madeira, que viria a ser colocada na Capelinha das Aparições, na Cova da Iria – Fátima.
Ainda, hoje, há uma certa polémica em torno da autoria desta obra. José Thedim, o irmão de Guilherme, era já um escultor mais experiente e conceituado. Conta-se que os pormenores mais difíceis, como as mãos, os pés, a face, eram acabados pelos mestres, enquanto a maior parte do trabalho era executado por oficiais, pelo que é de supor que o seu irmão mais velho tenha tido uma ação relevante na escultura desta imagem.
Por volta do 1930, Guilherme, que se tinha casado recentemente, veio viver para Santa Cruz do Bispo, onde instalou a sua oficina de escultura e na qual viria a trabalhar até ao fim da sua vida.
Inúmeros trabalhos do escultor podem ser vistos nas mais variadas igrejas de Portugal – caso de Matosinhos, Santa Cruz do Bispo, Lavra, Leça da Palmeira ou Guifões, para além do estrangeiro.
É ele o autor da Imagem de Santa Teresinha do Menino Jesus – também conhecida por Santa Teresa de Lisieux, datada de 1961, que se encontra na Igreja do Convento do Carmo, em Aveiro.
Também, nesta Igreja carmelita de Aveiro, é possível ver uma imagem de Nossa Senhora de Fátima, com data de 1946, cuja autoria é do seu irmão mais velho, José.
Do espólio de Guilherme fazem parte muitos documentos, sejam postais, cartas, fotografias, agendas de trabalhos, entre outros. Ao longo dos anos, e graças às descrições feitas pela Irmã Lúcia de Jesus, via carta, do Carmelo de Santa Teresa, em Coimbra, foi aperfeiçoando a imagem da Nossa Senhora de Fátima.
Na década de 1950, a troca de correspondência entre o escultor e a Irmã Lúcia tornou-se mais frequente, acabando ele por ser uma das poucas pessoas autorizadas pela Igreja Católica a contatar diretamente com a vidente. Chegou a enviar, inclusivamente, um questionário à Irmã Lúcia, pedindo-lhe a descrição da Nossa Senhora de Fátima, em pormenores como as vestes, a altura, as cores, os olhos, o cabelo ou a expressão facial.
Considerado como um mestre “muito perfeccionista e muito metódico”, colocava nos seus trabalhos um cunho pessoal, tornando as suas esculturas, aparentemente, iguais e “feitas em série”, quando afinal, eram distintas entre si, já que feitas manualmente.
Apesar de tudo, a pintura das suas esculturas era executada em oficinas da cidade de Braga.
Com o decorrer dos anos, a Irmã Lúcia de Jesus veio a tornar-se a principal responsável pela internacionalização da obra de Guilherme Ferreira Thedim.
Graças aos inúmeros contatos existentes entre o escultor e a Irmã Lúcia, a vidente de Fátima viria a ter uma grande influência na divulgação dos trabalhos de Guilherme Thedim, ao dar a conhecer os mesmos um pouco por todo o mundo, em países tão distantes como a Rússia, a Austrália, os Estados Unidos ou do continente africano.
O escultor, que faleceu em Santa Cruz do Bispo, Matosinhos, em 1985, produziu, ao longo da sua vida, centenas de imagens de arte sacra, em madeira, terracota, pedra de Ançã e mármore.
Atualmente, é possível ver parte do seu espólio na Sala-Museu Guilherme Ferreira Thedim, integrada no Centro Cívico de Santa Cruz do Bispo, inaugurado no dia 25 de Abril de 2009.